# OJC Rosmalen (turnen)
OJC Rosmalen is een turnvereniging uit Rosmalen. De turnvereniging is gehuisvest in de gymzaal van de voormalige L.H.N.O in Rosmalen, thans Cultureel Centrum De Bron, maar ook in Sporthal De Hazelaar. OJC Rosmalen is ontstaan vanuit de Sportstichting OJC, die in 1963 werd opgericht.
In deze stichting werden de voetbalvereniging, de turnvereniging, maar ook de gelijknamige verenigingen die actief waren in het judo, volleybal en tafeltennis ondergebracht. Van al deze OJC's zijn alleen de voetbalvereniging en de turnvereniging actief.
In 1995 had de voormalige gemeente Rosmalen de turnvereniging een toezegging gedaan voor een nieuwe en grotere sporthal. Echter, doordat in 1996 de gemeente werd samengevoegd met 's-Hertogenbosch, zijn deze plannen nooit gerealiseerd. Flik-Flak, een grotere turnvereniging binnen de gemeente, had namelijk een nog grotere behoefte aan nieuwe trainingsruimte. Niet alleen vanwege het verschil in ledenaantal, maar ook vanwege het niveau van de turners. OJC Rosmalen heeft turners in de 4e, 3e, 2e en de 1e divisie.
Uiteindelijk heeft Flik-Flak dan ook een nieuwe hal gekregen en moet OJC het tot in 2009 met de kleine behuizing doen. Door verplaatsing van de Herman Broerenschool naar cultureel centrum De Bron is de nieuwbouw voor OJC alsnog mogelijk geworden door een uitbreiding aan sporthal De Hazelaar. Begin 2009 is de nieuwe sporthal in gebruik genomen.